# Драфт НБА 2004
Драфт НБА 2004 року відбувся 24 червня в Медісон-сквер-гарден у Нью-Йорку. Його транслював наживо телеканал ESPN. Команди Національної баскетбольної асоціації (NBA) по черзі вибирали найкращих випускників коледжів, а також інших кандидатів, офіційно зареєстрованих для участі в драфті, зокрема іноземців. за даними НБА 56 випускників коледжів і середніх шкіл, а також 38 іноземців, подали заявки на участь у драфті. 26 травня відбулась драфтова лотерея для команд, які не потрапили до плей-оф НБА в сезоні 2003–2004. Орландо Меджик, який мав найбільший, 25-відсотковий шанс на здобуття першого драфт-піку, виграв  лотерею, а Лос-Анджелес Кліпперс і Чикаго Буллз здобули друге і третє права на вибір відповідно. Як команді розширення Шарлот Бобкетс надали четвертий драфт-пік і вона не брала участі в лотереї. Міннесота Тімбервулвз позбулася свого драфт-піку першого раунду через порушення стелі зарплатні.
До кінця драфту близько 40% виборів було зроблено на користь гравців з-за меж США. Цей приплив закордонних гравців залишиться найбільшим до драфту 2016, коли майже половину виборів віддали гравцям, які народилися за межами США. На додачу, четверо вибраних гравців були з Росії, що стало не лише найвищим показником вибраних гравців цієї країни, але й найвищим представництвом гравців однієї країни на драфті, до 2016 року, коли було обрано п'ятеро французів.
Двайт Говард став восьмиразовим учасником матчів усіх зірок і п'ятиразовим учасником першої збірної всіх зірок, а також триразовим найкращим захисним гравцем НБА (станом на 2017 рік). Також він відзначився тим, що став єдиним гравцем, який одразу після закінчення середньої школи розпочав усі 82 гри сезону як новачок.

## Драфт

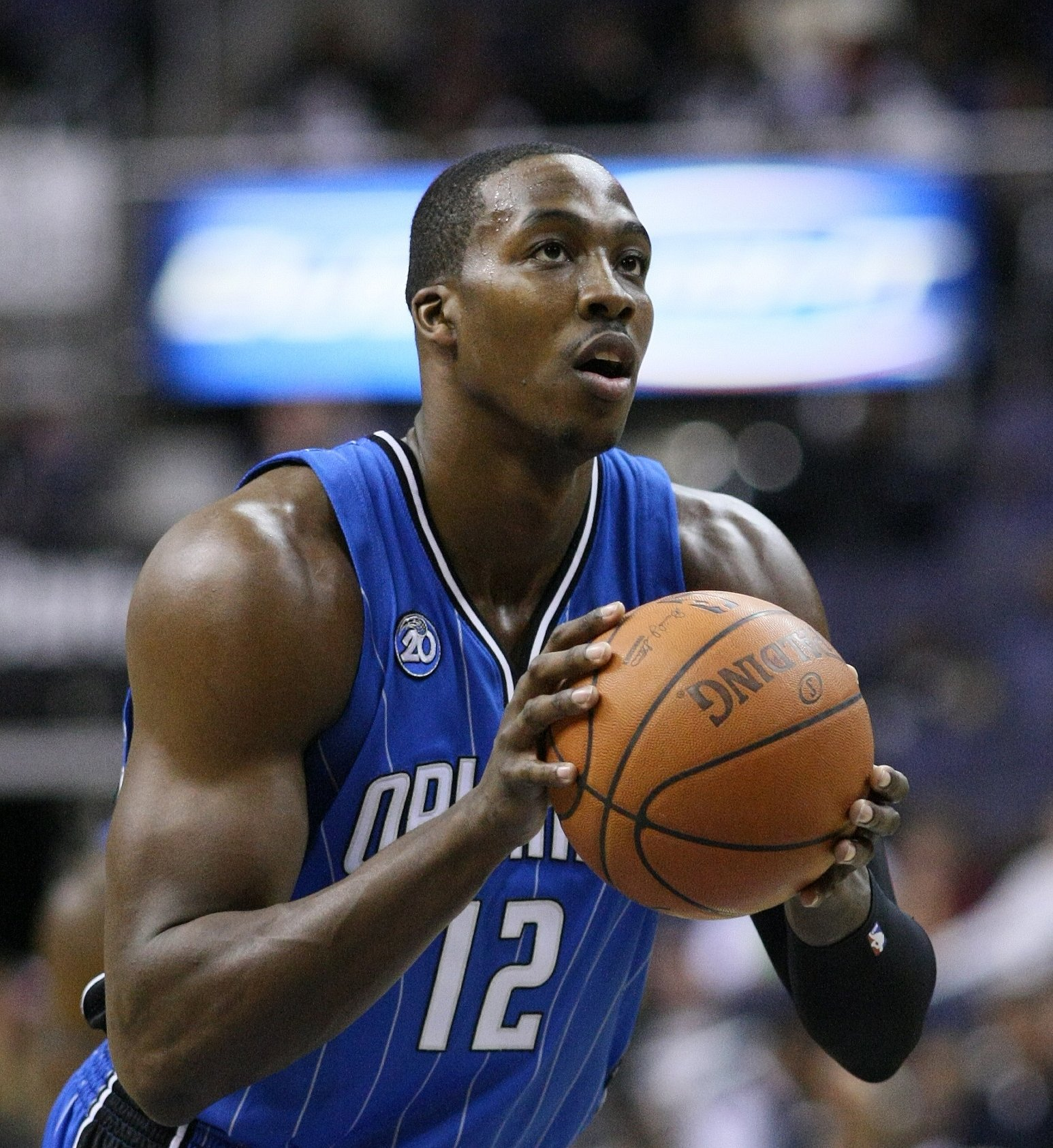
Двайт Говард, вибраний під 1-м номером «Орландо Меджик»

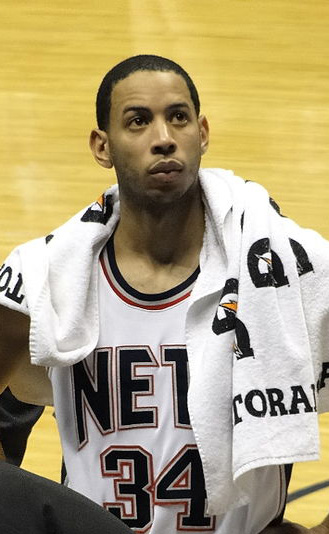
Девін Гарріс, вибраний під 5-м номером «Вашингтон Візардс» (обміняний до Далласа)

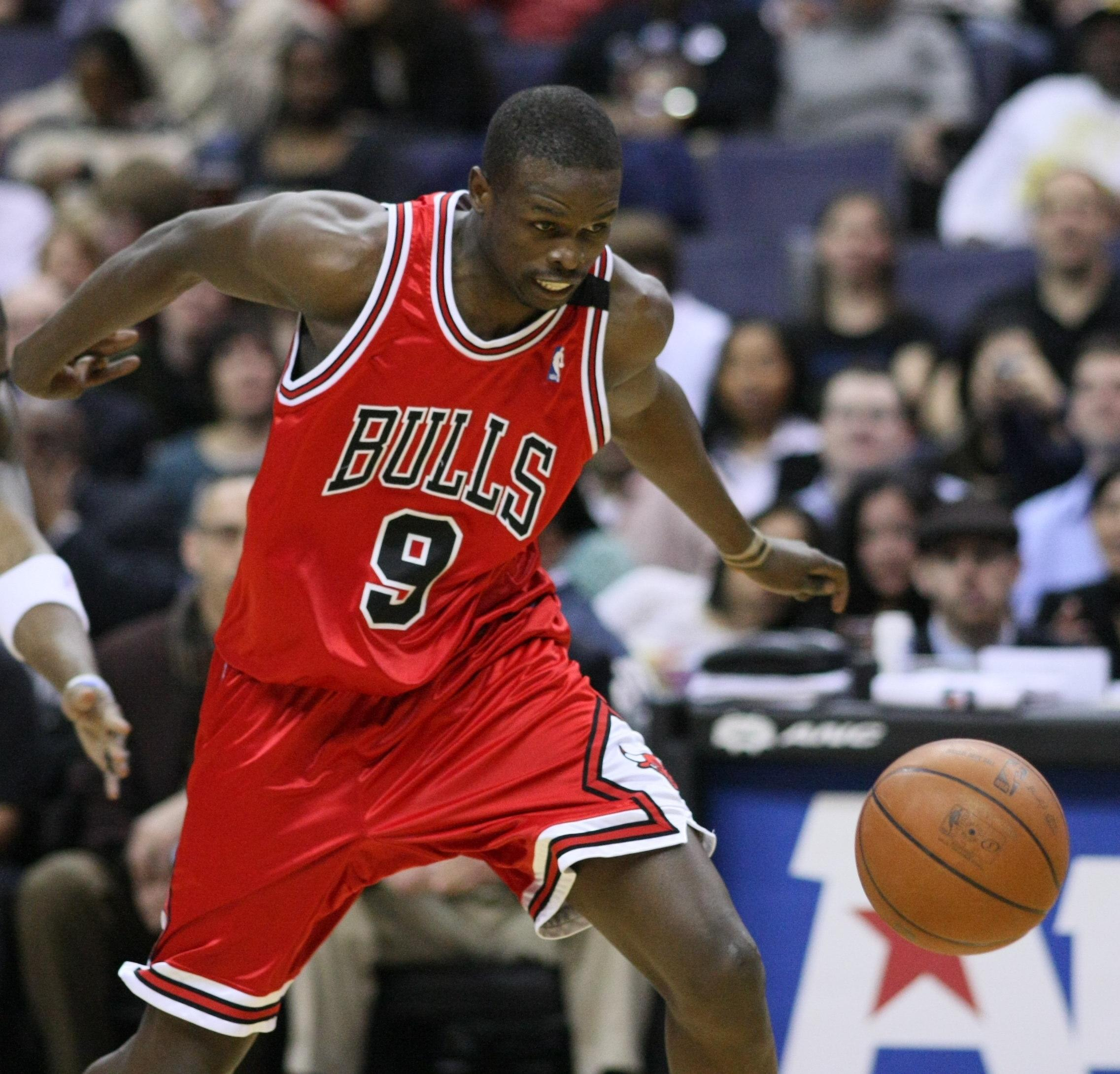
Луол Денг, вибраний під 7-м номером «Фінікс Санз» (обміняний до Чикаго)

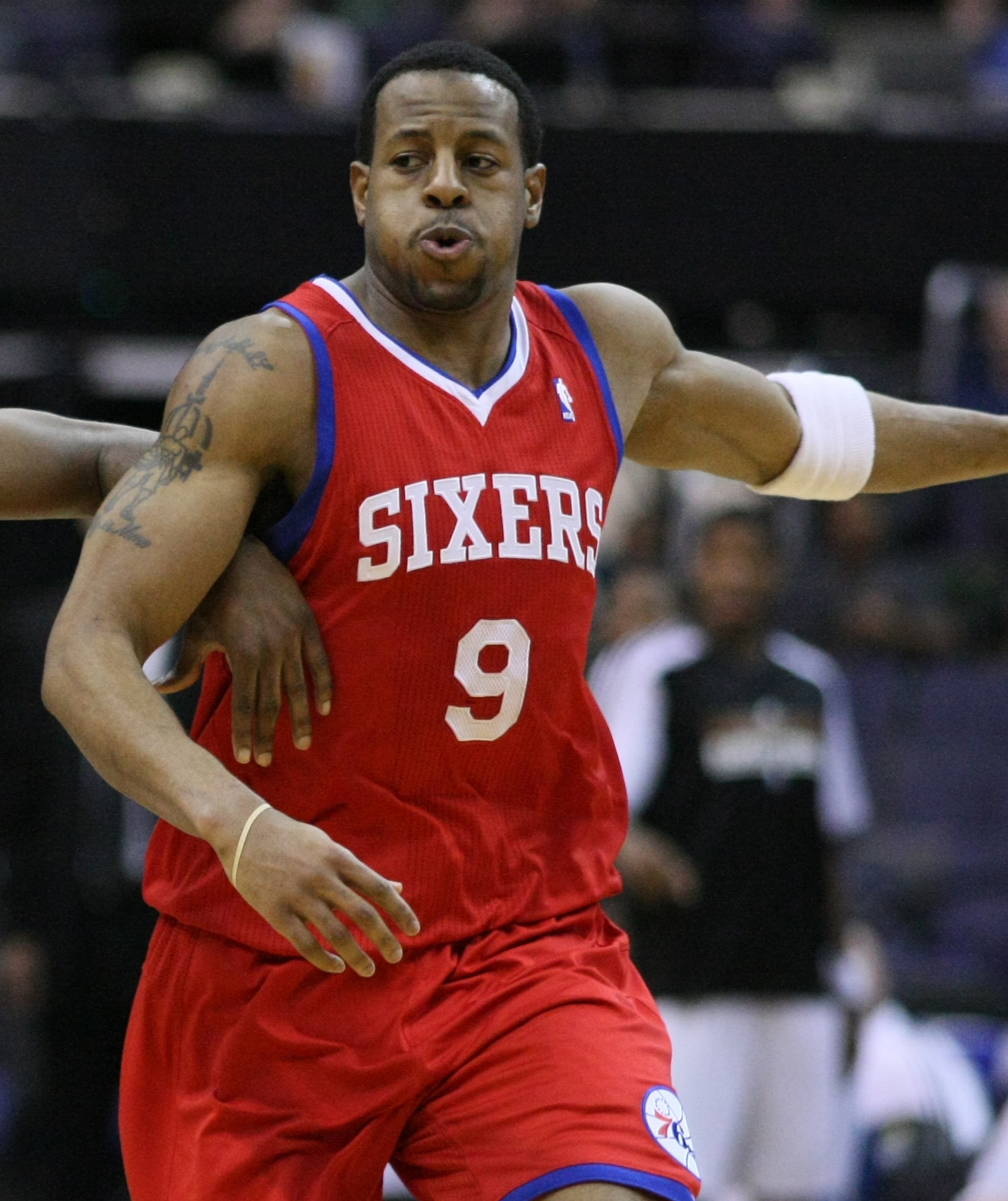
Андре Ігуодала, вибраний під 9-м номером «Філадельфія Севенті-Сіксерс»

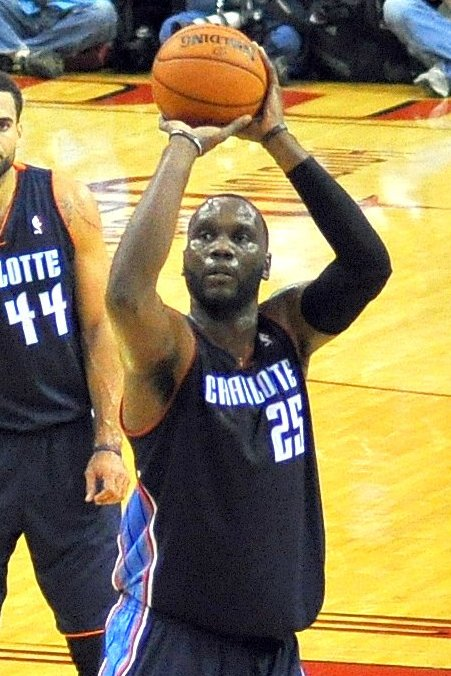
Ел Джефферсон, вибраний під 15-м номером «Бостон Селтікс»

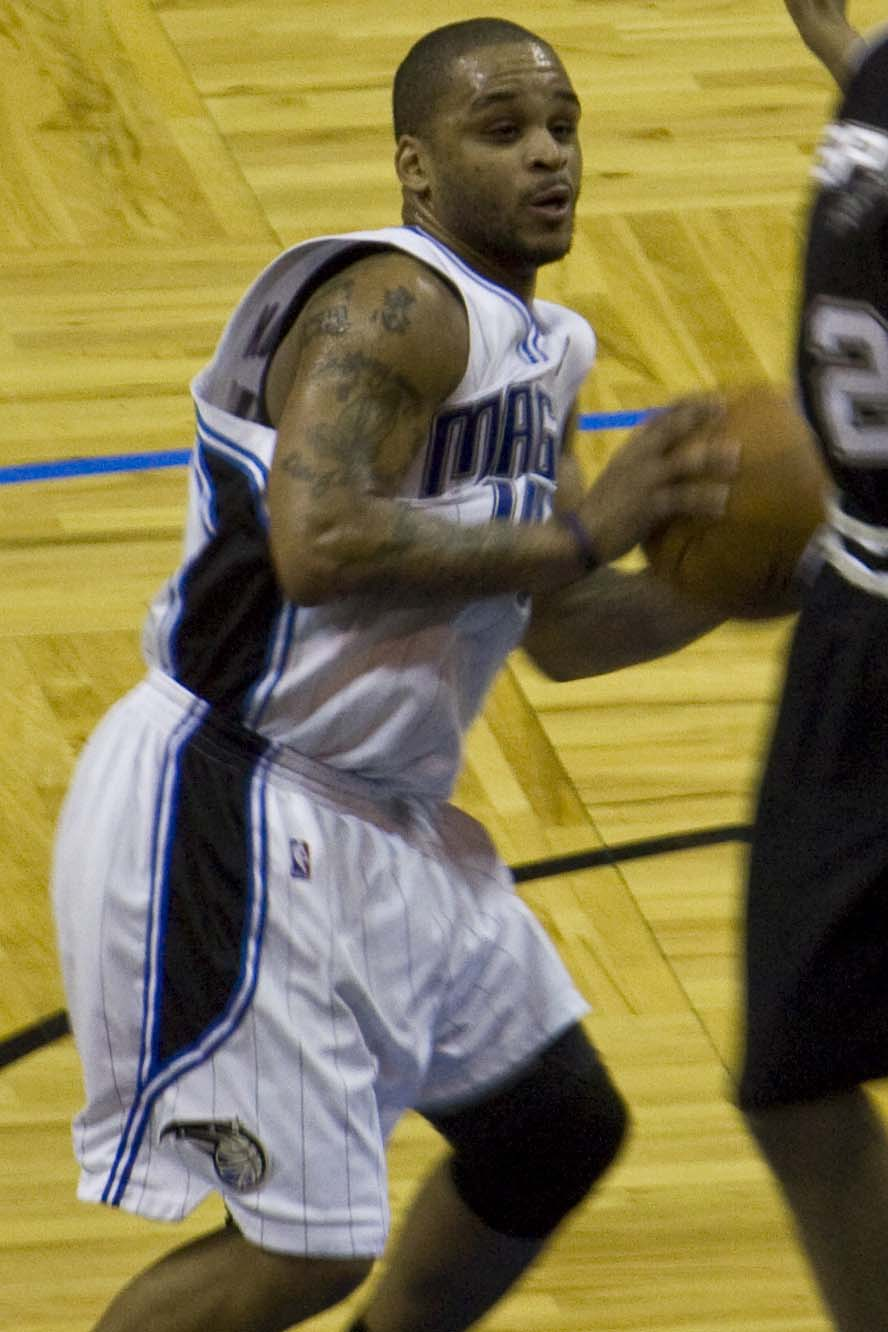
Джамір Нелсон, вибраний під 20-м номером «Денвер Наггетс» (обміняний до Орландо)

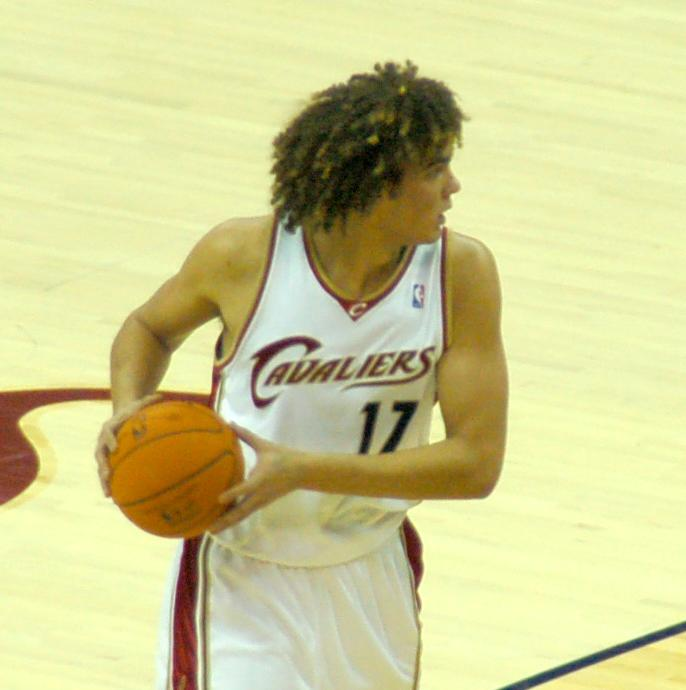
Андерсон Варежау, вибраний під 30-м номером «Орландо Меджик» (обміняний до Клівленду)

| G | Захисник | РЗ | Розігруючий захисник | АЗ | Атакувальний захисник | F | Нападник | ЛФ | Легкий форвард | ВФ | Важкий форвард | C | Центровий |

| * | Позначає гравців, які взяли участь принаймні в одній грі матчу всіх зірок НБА і потрапили до Збірної всіх зірок НБА |
| + | Позначає гравців, які взяли участь принаймні в одній грі матчу всіх зірок НБА                                       |
| x | Позначає гравців, які принаймні один раз потрапили до Збірної всіх зірок НБА                                        |
| # | Позначає гравців, які жодного разу не грали в регулярному сезоні НБА або плей-оф                                    |

| Раунд | Вибір | Гравець           | Позиція | Громадянство                     | Команда НБА                                                                         | Коледж/Клуб                                               |
| ----- | ----- | ----------------- | ------- | -------------------------------- | ----------------------------------------------------------------------------------- | --------------------------------------------------------- |
| 1     | 1     | Двайт Говард*     | C       | США                              | Орландо Меджик                                                                      | Християнська академія Південно-Західної Атланти (Атланта) |
| 1     | 2     | Емека Окафор      | ВФ/C    | США                              | Шарлот Бобкетс (від ЛА Кліпперс)                                                    | Коннектикут (Дж.)                                         |
| 1     | 3     | Бен Гордон        | АЗ      | Велика Британія                  | Чикаго Буллз                                                                        | Коннектикут (Дж.)                                         |
| 1     | 4     | Шон Лівінгстон    | РЗ      | США                              | Лос-Анджелес Кліпперс (від Шарлотт)                                                 | Peoria HS (Піорія (Іллінойс))                             |
| 1     | 5     | Девін Гарріс+     | РЗ      | США                              | Вашингтон Візардс (проданий у Даллас)                                               | Вісконсін (Дж.)                                           |
| 1     | 6     | Джош Чілдресс     | G/F     | США                              | Атланта Гокс                                                                        | Стенфорд (Дж.)                                            |
| 1     | 7     | Луол Денг+        | ЛФ      | Південний Судан Велика Британія  | Фінікс Санз (проданий у Чикаго)                                                     | Дьюк (Фр.)                                                |
| 1     | 8     | Рафаель Араужу    | C       | Бразилія                         | Торонто Репторз                                                                     | УБЯ (Ср.)                                                 |
| 1     | 9     | Андре Ігуодала+   | ЛФ      | США                              | Філадельфія Севенті-Сіксерс                                                         | Аризона (Соф.)                                            |
| 1     | 10    | Люк Джексон       | ЛФ      | США                              | Клівленд Кавальєрс                                                                  | Орегон (Ср.)                                              |
| 1     | 11    | Андріс Бієдріньш  | F/C     | Латвія                           | Голден-Стейт Ворріорс                                                               | Сконто (Latvia)                                           |
| 1     | 12    | Роберт Свіфт      | C       | США                              | Сіетл Суперсонікс                                                                   | СШ Бейкерсфілда (Бейкерсфілд)                             |
| 1     | 13    | Себастіан Телфер  | РЗ      | США                              | Портленд Трейл-Блейзерс                                                             | СШ Лінкольна (Бруклін)                                    |
| 1     | 14    | Кріс Гамфріс      | ВФ      | США                              | Юта Джаз                                                                            | Міннесота (Фр.)                                           |
| 1     | 15    | Ел Джефферсонx    | ВФ/C    | США                              | Бостон Селтікс                                                                      | Prentiss HS (Prentiss, Mississippi)                       |
| 1     | 16    | Кірк Снайдер      | АЗ      | США                              | Юта Джаз (від Нью-Йорк через Фінікс)                                                | Невада (Дж.)                                              |
| 1     | 17    | Джош Сміт         | ЛФ      | США                              | Атланта Гокс (від Мілвокі через Денвер і Детройт)                                   | Академія Оук Гілл (Маунт ов Вілсон (Вірджинія))           |
| 1     | 18    | Джей Ар Сміт      | АЗ      | США                              | Нью-Орлінс Горнетс                                                                  | Підг. шк. Ст.-Бенедіктс (Ньюарк (Нью-Джерсі))             |
| 1     | 19    | Дорелл Райт       | ЛФ      | США                              | Маямі Гіт                                                                           | Підготовча школа Саут Кент (South Kent, Connecticut)      |
| 1     | 20    | Джамір Нельсон+   | РЗ      | США                              | Денвер Наггетс (проданий у Орландо)                                                 | Сейнт Джозефс (Ср.)                                       |
| 1     | 21    | Павло Подкользин  | C       | Росія                            | Юта Джаз (від Х'юстон, проданий у Даллас)                                           | Варезе (баскетбольний клуб) (Італія)                      |
| 1     | 22    | Віктор Хряпа      | ЛФ      | Росія                            | Нью-Дже́рсі Нетс (проданий у Портленд)                                               | ЦСКА Москва (Росія)                                       |
| 1     | 23    | Сергій Моня       | АЗ      | Росія                            | Портленд Трейл-Блейзерс (від Мемфіс)                                                | ЦСКА Москва (Росія)                                       |
| 1     | 24    | Делонте Вест      | РЗ      | США                              | Бостон Селтікс (від Даллас)                                                         | Сейнт Джозефс (Дж.)                                       |
| 1     | 25    | Тоні Аллен        | АЗ      | США                              | Бостон Селтікс (від Детройт)                                                        | Оклахома Стейт (Ср.)                                      |
| 1     | 26    | Кевін Мартін      | АЗ      | США                              | Сакраменто Кінґс                                                                    | Західна Кароліна (Дж.)                                    |
| 1     | 27    | Саша Вуячич       | АЗ      | Словенія                         | Лос-Анджелес Лейкерс                                                                | Snaidero Udine (Італія)                                   |
| 1     | 28    | Бено Удрих        | РЗ      | Словенія                         | Сан-Антоніо Сперс                                                                   | Breil Milano (Італія)                                     |
| 1     | 29    | Девід Гаррісон    | C       | США                              | Індіана Пейсерз                                                                     | Колорадо (Дж.)                                            |
| 1     | -     | Forfeited Pick    |         |                                  | Міннесота Тімбервулвз (позбавлена драфт-піку через перевищення стелі зарплатні)     |                                                           |
| 2     | 30    | Андерсон Варежау  | C       | Бразилія                         | Орландо Меджик (проданий у Клівленд)                                                | Барселона (Іспанія)                                       |
| 2     | 31    | Джексон Вроман    | C       | Ліван                            | Чикаго Буллз (проданий у Фінікс)                                                    | Айова Стейт (Ср.)                                         |
| 2     | 32    | Пітер Джон Рамос  | C       | Пуерто-Рико                      | Вашингтон Візардс                                                                   | Кагуас (Пуерто-Рико)                                      |
| 2     | 33    | Лайонел Чалмерс   | РЗ      | США                              | Лос-Анджелес Кліпперс (від Шарлотт)                                                 | Зав'єр (Ср.)                                              |
| 2     | 34    | Донта Сміт        | ЛФ      | Венесуела                        | Атланта Гокс                                                                        | Південно-Східний Іллінойс (Соф.)                          |
| 2     | 35    | Андре Емметт      | F/G     | США                              | Сіетл Суперсонікс (від ЛА Кліпперс, проданий у Мемфіс)                              | Texas Tech (Ср.)                                          |
| 2     | 36    | Антоніо Беркс     | РЗ      | США                              | Орландо Меджик (від Фінікс, проданий у Мемфіс)                                      | Мемфіс (Ср.)                                              |
| 2     | 37    | Роял Айві         | РЗ      | США                              | Атланта Гокс (від Філадельфія)                                                      | Техас (Ср.)                                               |
| 2     | 38    | Кріс Дугон        | РЗ      | США                              | Чикаго Буллз (від Торонто)                                                          | Дьюк (Ср.)                                                |
| 2     | 39    | Альберт Міраллес# | ВФ      | Іспанія                          | Торонто Репторз (від Клівленд, проданий у Маямі)                                    | Roseto Basket (Italy)                                     |
| 2     | 40    | Джастін Рід       | ЛФ      | США                              | Бостон Селтікс                                                                      | Міссісіпі (Ср.)                                           |
| 2     | 41    | Девід Янг#        | G       | США                              | Сіетл Суперсонікс                                                                   | Норт Кароліна Сентрал (Ср.)                               |
| 2     | 42    | Віктор Санікідзе# | ЛФ      | Грузія                           | Атланта Гокс (від Голден-Стейт через Філадельфія і Орландо, проданий у Сан-Антоніо) | Діжон (Франція)                                           |
| 2     | 43    | Тревор Аріза      | ЛФ      | США                              | Нью-Йорк Нікс                                                                       | УКЛА (Фр.)                                                |
| 2     | 44    | Тім Піккетт#      | АЗ      | США                              | Нью-Орлінс Горнетс                                                                  | Флорида Стейт (Ср.)                                       |
| 2     | 45    | Бернард Робінсон  | ЛФ      | США                              | Шарлот Бобкетс (від Мілвокі)                                                        | Мічиган (Ср.)                                             |
| 2     | 46    | Ха Сонджін        | C       | Південна Корея                   | Портленд Трейл-Блейзерс                                                             | Університет Йонсе (South Korea)                           |
| 2     | 47    | Папе Соу          | ВФ      | Сенегал                          | Маямі Гіт (проданий у Торонто)                                                      | Кал Стейт Фуллертон (Ср.)                                 |
| 2     | 48    | Ріккі Мінард#     | АЗ      | США                              | Сакраменто Кінґс (від Юта)                                                          | Моргід Стейт (Ср.)                                        |
| 2     | 49    | Сергій Ліщук#     | ВФ      | Україна                          | Мемфіс Ґріззліс (від Денвер через Орландо)                                          | Хімік (Україна)                                           |
| 2     | 50    | Васіліс Спануліс  | РЗ      | Греція                           | Даллас Маверікс (від Х'юстон через Денвер, проданий у Х'юстон)                      | Марусі (Греція)                                           |
| 2     | 51    | Крістіан Драєр#   | ЛФ      | Данія                            | Нью-Дже́рсі Нетс                                                                     | Барселона (Іспанія)                                       |
| 2     | 52    | Ромен Сато#       | АЗ      | Центральноафриканська Республіка | Сан-Антоніо Сперс (від Мемфіс)                                                      | Зав'єр (Ср.)                                              |
| 2     | 53    | Метт Фрейдж       | ЛФ      | Ліван                            | Маямі Гіт (від Даллас)                                                              | Вандербілт (Ср.)                                          |
| 2     | 54    | Ріккі Полдінг#    | АЗ      | США                              | Детройт Пістонс                                                                     | Міссурі (Ср.)                                             |
| 2     | 55    | Луіс Флорес       | РЗ      | Домініканська Республіка         | Х'юстон Рокетс (від Сакраменто via Юта, проданий у Голден-Стейт via Даллас)         | Manhattan (Ср.)                                           |
| 2     | 56    | Маркус Даутгіт#   | ВФ      | Філіппіни                        | Лос-Анджелес Лейкерс                                                                | Провіденс (Ср.)                                           |
| 2     | 57    | Сергій Караулов#  | G       | Росія                            | Сан-Антоніо Сперс                                                                   | Саха-Якутія Якутськ (Росія)                               |
| 2     | 58    | Блей Степп#       | РЗ      | США                              | Міннесота Тімбервулвз                                                               | Гонзага (Ср.)                                             |
| 2     | 59    | Рашад Райт#       | G       | США                              | Індіана Пейсерз                                                                     | Джорджия (Ср.)                                            |

1. ↑  Громадянство означає національну збірну гравця, або яку країну він представляє. Якщо гравець не грав на міжнародному рівні, тоді цей пункт означає за збірну якої країни він може грати за правилами FIBA.

## Помітні гравці, яких не задрафтовано
Цих гравців не обрано на драфті, але вони зіграли принаймні одну гру в НБА.
| Гравець         | Позиція | Громадянство       | Коледж/Клуб                                        |
| --------------- | ------- | ------------------ | -------------------------------------------------- |
| Перо Антич      | C       | Північна Македонія | AEK Athens (Греція) 1982                           |
| Андре Барретт   | PG      | США                | Сетон Голл (Sr.)                                   |
| Тоні Боббітт    | SG      | США                | Цинциннаті (Sr.)                                   |
| Андре Браун     | C/PF    | США                | Де Пол (Sr.)                                       |
| Джекі Батлер    | C/PF    | США                | Coastal Christian Academy (Вірджинія-Біч) (HS Sr.) |
| Ерік Деніелс    | SF      | США                | Кентуккі (Sr.)                                     |
| Джон Едвардс    | C       | США                | Кент Стейт (Sr.)                                   |
| Десмон Фармер   | SG      | США                | УПК (Sr.)                                          |
| Джеральд Фітч   | SG      | США                | Кентуккі (Sr.)                                     |
| Хамед Хаддаді   | C       | Іран               | Paykan Tehran (Iran) 1985                          |
| Реналдо Мейджор | SF      | США                | Фресно Стейт (Sr.)                                 |
| Джаред Райнер   | C       | США                | Айова (Sr.)                                        |
| Джеймс Томас    | PF      | США                | Техас (Sr.)                                        |
| Дем'єн Вілкінс  | SF      | США                | Джорджия (Sr.)                                     |